# Jakub Petružálek
Jakub Petružálek (* 24. April 1985 in Litvínov, Tschechoslowakei) ist ein ehemaliger tschechischer Eishockeyspieler, der über viele Jahre beim HC Litvínov in der tschechischen Extraliga unter Vertrag stand. Zu seinen größten Erfolgen gehört der Gewinn der Bronzemedaille bei der U20-Junioren-Weltmeisterschaft 2005 und der Weltmeisterschaft 2012., des Gagarin-Pokals mit dem HK Dynamo Moskau 2013 sowie die tschechische Meisterschaft 2015 mit dem HC Litvínov. Zudem absolvierte er zwei Einsätze in der National Hockey League für die Carolina Hurricanes sowie über 220 Partien in der American Hockey League. Seit 2021 ist er Nachwuchstrainer beim HC Litvínov. 

## Karriere
Jakub Petružálek begann seine Karriere als Eishockeyspieler in der Jugend des HC Litvínov, für dessen Profimannschaft er von 2002 bis 2004 in der tschechischen Extraliga aktiv war. Anschließend wurde er im NHL Entry Draft 2004 in der neunten Runde als insgesamt 266. Spieler von den New York Rangers ausgewählt, für die er allerdings nie spielte. In der Saison 2004/05 lief der Angreifer für die Ottawa 67’s aus der Ontario Hockey League, die ihn beim CHL Import Draft 2004 in der ersten Runde als insgesamt 23. Spieler gezogen hatten, auf. Die Saison 2005/06 begann der Rechtsschütze bei seinem Ex-Club HC Litvínov in Tschechien, beendete diese aber in der OHL bei den Barrie Colts.

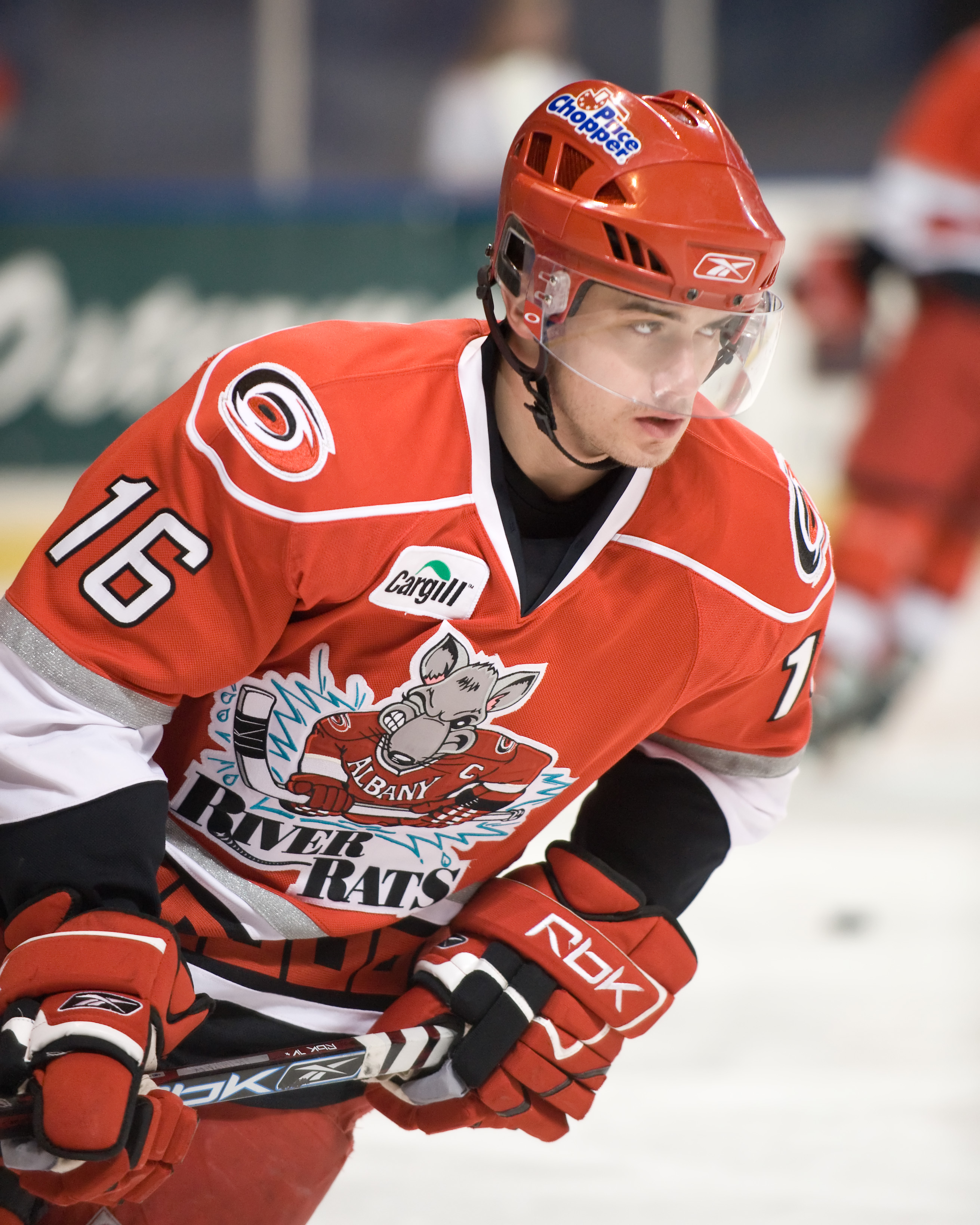
Petružálek im Trikot der Albany River Rats (2008)

Die Saison 2006/07 begann Petružálek bei New Yorks Farmteams, dem Hartford Wolf Pack aus der American Hockey League sowie den Charlotte Checkers aus der ECHL, ehe er von den Carolina Hurricanes verpflichtet wurde, für deren AHL-Farmteam Albany River Rats er bis 2009 aktiv war. Zudem gab der Tscheche in der Spielzeit 2008/09 sein Debüt in der National Hockey League für die Hurricanes, für die er in zwei Spielen eine Vorlage gab.
Am 15. Mai 2009 unterschrieb Petružálek einen Vertrag für die Saison 2009/10 bei Lukko Rauma aus der finnischen SM-liiga, der im Dezember des gleichen Jahres bis zum Ende der Saison 2010/11 verlängert wurde. Petružálek absolvierte insgesamt 131 Partien für Lukko in der SM-liiga, in denen er 99 Scorerpunkte erzielte und seine Mannschaft 2011 zum dritten Platz der finnischen Meisterschaft führte. Nach diesem Erfolg wurde von Amur Chabarowsk aus der Kontinentalen Hockey-Liga verpflichtet.
Zwischen Januar und April 2013 wurde Petružálek an den HK Dynamo Moskau ausgeliehen und gewann mit diesem den Gagarin-Pokal, die Meisterschaftstrophäe der KHL. Anschließend kehrte er zu Amur zurück und absolvierte weitere 38 KHL-Partien für den Klub, ehe er am 30. Dezember 2013 gegen eine Entschädigungszahlung an Ak Bars Kasan abgegeben wurde. Zuvor hatte sich Petružálek bei der Ligenleitung der KHL über Amur wegen unzuverlässiger Gehaltszahlungen beschwert. Für Kasan kam er bis zum Saisonende auf 3 Scorerpunkte in 16 KHL-Partien.
Am 28. Mai 2014 unterschrieb Petružálek einen Einjahresvertrag bei seinem vierten KHL-Klub, Awtomobilist Jekaterinburg. Nach 23 Spielen, in denen er 4 Tore und 12 Assists gesammelt hatte, bat er um eine sofortige Vertragsauflösung und kehrte nach Litvínov zurück. Hintergrund dieser plötzlichen Rückkehr war der Tod seiner Freundin Kateřina Netolická am 12. November 2014.
Am 26. November 2014 erhielt er einen Vertrag bei seinem Heimatverein bis zum Saisonende und gewann mit diesem am Saisonende die tschechische Meisterschaft. Anschließend wurde er vom Örebro HK verpflichtet, kam aber nur selten zum Einsatz. Daher verließ er den Klub im Saisonverlauf und kehrte kurzzeitig zu Dynamo Moskau zurück. Es folgten zwei Jahre beim HC Oceláři Třinec, mit dem er 2018 Vizemeister wurde. Anschließend kehrte er zu seinem Heimatverein zurück, bei dem er im Mai 2018 einen Dreijahresvertrag unterschrieb. Im August 2021 beendete er seine Karriere und wurde Nachwuchstrainer beim gleichen Klub.

### International
Für Tschechien nahm Petružálek im Juniorenbereich an der U18-Junioren-Weltmeisterschaft 2003, sowie der U20-Junioren-Weltmeisterschaft 2005, als die tschechische U20 die Bronzemedaille gewann, teil.
Mit der Herren-Nationalmannschaft spielte er bei den Weltmeisterschaften 2012, als erneut Bronze heraussprang, und 2014.

## Erfolge und Auszeichnungen
- 2012 KHL All-Star Game
- 2013 KHL All-Star Game
- 2014 KHL All-Star Game
- 2013 Gagarin-Pokal-Gewinn mit dem HK Dynamo Moskau
- 2015 Tschechischer Meister mit dem HC Verva Litvínov
- 2018 Tschechischer Vizemeister mit dem HC Oceláři Třinec

### International
- 2005 Bronzemedaille bei der U20-Junioren-Weltmeisterschaft
- 2012 Bronzemedaille bei der Weltmeisterschaft

## Karrierestatistik
(Legende zur Spielerstatistik: Sp oder GP = absolvierte Spiele; T oder G = erzielte Tore; V oder A = erzielte Assists; Pkt oder Pts = erzielte Scorerpunkte; SM oder PIM = erhaltene Strafminuten; +/− = Plus/Minus-Bilanz; PP = erzielte Überzahltore; SH = erzielte Unterzahltore; GW = erzielte Siegtore; 1 Play-downs/Relegation; Kursiv: Statistik nicht vollständig)